# عودة كازانوفا
عودة كازانوفا   فيلم كوميدي فرنسي من إخراج إدوارد نييرمانز. كان دخل في عالم السينما عام 1992.

## الحبكة
بعد العديد من السنوات في التجوال على الأقدام في جميع أنحاء أوروبا جياكومو كازانوفا الشائخ وفقير. يريد العودة إلى جمهورية البندقية لكنه لا يجرؤ على الذهاب إلى هناك مباشرة لأنه كان هاربا عندما هرب. بينما كان يحاول العثور على طريقة للحصول على العفو يلتقي سيدة شابة تدعى مارسيلينا. وكلما كان يظهر لها المودة، و  بشكل متفاخر لكن أنها ترفضه. حتى إنه لا تستسلم لأن عشيقها لورينزو الذي لديه الديون. في مقابل الأموال المطلوبة لورنزو يقول كازانوفا عن اقتراب موعد سري مع مارسيلينا. وعلاوة على ذلك انه يترك كازانوفا بأخذ مقامه. سر كازانوفا الليل أخيرا يغوي بها. لورينزو في وقت لاحق  شرفه وسمعته وطالب الاستقالة. كازانوفا قتله في مبارزة ثم يذهب إلى بيته في البندقية.

## الممثلون
- آلان ديلون - كازانوفا
- فابريس لوشيني - كميل
- إلسا  لونغيني (إلسا) - ماركولينا
- وادك ستانكزاك - لورينزي
- داليا بوكاردو - اميلي
- جيل أربونا -
- فيوليتا سانشيز - ماركيز
- جاك بوديت - القس
- فيليب لوروا - مبعوث
- آلان كوني - ماركيز
- يفيلين أيلاد - مرأة طبخ
- سارة برتراند - أول امرأة
- راشيل بيزيه - ماري
- ساندرين بلانك - تيريسينا
- صوفي بوييلوكس ليز
- جبرائيل دوبونت - حوذي

## وصلات خارجية
- عودة كازانوفا على موقع IMDb (الإنجليزية)
- عودة كازانوفا على موقع روتن توميتوز (الإنجليزية)
- عودة كازانوفا على موقع ألو سيني (الفرنسية)
- عودة كازانوفا على موقع أول موفي (الإنجليزية)
- عودة كازانوفا على موقع فيلمافينيتي (الإسبانية)
- عودة كازانوفا على موقع قاعدة بيانات الفيلم (الإنجليزية)
- عودة كازانوفا على موقع ليتربوكسد (الإنجليزية)
- عودة كازانوفا على موقع كينوبويسك (الروسية)